# Watanabe Taiki
Taiki Watanabe (sinh ngày 22 tháng 4 năm 1999) là một cầu thủ bóng đá người Nhật Bản.

## Sự nghiệp câu lạc bộ
Taiki Watanabe đã từng chơi cho Albirex Niigata.